# Allt om Lucky Luke
Allt om Lucky Luke (7 histoires de Lucky Luke) är ett Lucky Luke-album från 1974. Det är det 42:e albumet i ordningen, och har nummer 33-34 i den svenska utgivningen. Det franskspråkiga originalet omfattar sju korta serier. Den svenska utgåvan innehåller ytterligare artiklar och serier, och är därför 30 sidor längre; därav den svenska numreringen av albumet som en "dubbelutgåva".

## Handling
Gästfrihet i Vilda Västern
- Originaltitel: L'hospitalité de l'Ouest
- 6 sidor

Efter en lång dag knackar Lucky Luke på ett hem på prärien i hopp om en god natts sömn. De boende i huset är dock mitt i en familjefest, och kvällen blir inte lika lugn som Luke hoppats.
Maverick
- Originaltitel: Maverick
- 6 sidor

Luke blir indragen i de trätande boskapsuppfödarna Murdocks och Rawsons gräl.
Wyatt Earps jämlike
- Originaltitel: L'égal de Wyatt Earp
- 6 sidor

Den kärlekskranke men tafatte ynglingen Leroy utmanar Lucky Luke på duell i syfte att vinna sitt hjärtas dam miss Jingle.
Gårdfarihandlaren
- Originaltitel: Le colporteur
- 6 sidor

Luke slår följe med den fryntlige och handlingskraftige gårfarihandlaren Flatshoe, men råkar ut för ett indianöverfall.
Farlig överfart
- Originaltitel: Passage dangereux
- 6 sidor

Luke erbjuder sig att hjälpa nybyggarparet Edna och Milton att korsa en flod, och det visar sig vara en utmaning av en sort Luke inte är van vid.
Sonat i Colt Dur
- Originaltitel: Sonate en Colt majeur
- 6 sidor

Saloonspianisten Bob Flaxhair har fått erbjudande att hålla konsert på Houstons teater, och tillsammans med Luke beger han sig dit.
Mjölktandsdesperadon
- Originaltitel: Le despérado à la dent de lait
- 6 sidor

En bonde ber Luke om hjälp att ta hans son Johnny till tandläkaren i Sleepy Gulch, men den olydige Johnny visar sig vara besvärligare än vad Luke anat.

## Den svenska albumutgåvan
Den svenska utgåvan av albumet innehåller, utöver originalutgåvans sju historier, också en lång artikel om serien, "Historien om Morris, Goscinny och Lucky Luke", skriven av Freddy Milton och Henning Kure, ett Lucky Luke-index, de korta Luke-serierna Lucky Luke släpper loss och Flykt i skymningen, samt de hyllningar som Morris vänner och kollegor Gotlib och Jean Giraud tecknade till seriens 25-årsjubileum 1971.
Miltons och Kures artikel är översatt från danskan av Margareta Schildt, och bearbetad av Rebecca A. Isberg.

## Svensk utgivning
- Morris; Goscinny, René, (översättare: Kåre Persson) (1978). Allt om Lucky Luke. Lucky Lukes äventyr: 33-34. Stockholm: Albert Bonniers förlag. Libris 7145568. ISBN 91-0-042407-2
- Andra upplagan, 1980, Bonniers Juniorförlag. ISBN 91-48-42407-2
- I Lucky Luke – Den kompletta samlingen ingår albumet i "Lucky Luke 1973-1975". Libris 10031402. ISBN 91-7134-237-0
- Serierna Gårdfarihandlaren och Farlig överfart återtrycktes också i "Jag Jolly Jumper" (1984)